# Frederick G. Creed
Pour les articles homonymes, voir Creed.
Frédérick George Creed (1871-1957) est un inventeur canadien. Il a travaillé dans le domaine des télécommunications, et a joué un rôle précoce dans le développement de vaisseaux SWATH (Small Waterplane Aera Twin Hull). Le NGCC Frederick G. Creed, un navire canadien, a été baptisé ainsi en son honneur.

## Carrière
Creed est né à Mill Village en Nouvelle-Écosse et à l'âge de 15 ans a commencé sa vie professionnelle comme télégraphiste à la Western Union à Canso, où il a enseigné lui-même le câble et la télégraphie filaire. Il a ensuite travaillé pour la Central and Sud American Telegraph and Cable Company, au Pérou et au Chili. En travaillant dans le bureau de l'entreprise à Iquique, au Chili, il s'est lassé d'utiliser le morse et les bandes perforés de Wheatstone, seules technologies à l'époque, il a eu l'idée d'une machine à écrire spécialisée qui permettrait à l'opérateur de transcrire les bandes perforées classique en caractères alphanumériques.
Creed quitta son emploi et déménagea à Glasgow, en Écosse, où il construisit le prototype de son invention dans un vieux hangar, en utilisant une vieille machine à écrire achetée au marché de Sauchiehall Street, il a ainsi créé son premier clavier perforateur, l'air comprimé servait à percer les trous. Il a également créé un "reperforator" – perforateur de réception – et une imprimante. Celui-ci décodait les signaux morse entrants sur bande papier et grâce à l'imprimante les reproduisait en caractères alphanumériques sur papier ordinaire. Ainsi débuta l'ère du "Creed High Speed Automatic Printing System", Système Creed d'impression automatique à grande vitesse.
Bien que Lord Kelvin prétendit "qu'il n'y avait pas d'avenir dans cette idée", Creed réussit à obtenir une commande de 12 machines de la Poste britannique en 1902. Il ouvrit une petite usine à Glasgow en 1904 et en 1909 il partit avec six de ses mécaniciens pour en fonder une autre à South Croydon.
En 1912, en collaboration avec l'ingénieur télégraphiste danois Harald Bille qui devint son Directeur général, il fonda la Creed, Bille & Company Ltd. qui devint tout simplement Creed & Company après la mort de Bille dans un accident de chemin de fer en 1916.
L'invention de Creed reçut une impulsion majeure cette même année lorsque le journal Daily Mail l'adopta pour la transmission quotidienne de tout le contenu de son journal de Londres à Manchester. 
En 1913, les premières expériences avaient été faites en télégraphie à grande vitesse par transmission radio entre l'usine et la maison de Creed à Croydon distantes d'environ 5 kilomètres. Le déclenchement de la Première Guerre mondiale en 1914 déplaça les activités de l'entreprise vers l'équipement militaire.
En 1915, avec une production en constante progression, les locaux initiaux de l'entreprise se révélèrent insuffisants et Creed en fit construire d'autres à East Croydon. Pendant la durée de la Première Guerre mondiale l'entreprise produisit des instruments haut de gamme, malgré des pôles de fabrication très limités au Royaume-Uni. Parmi les pièces produites figurent des amplificateurs, des émetteurs électromagnétiques, des boussoles d'avions, des générateurs haute tension, des stabilisateurs de bombe et des fusibles pour les obus d'artillerie et les bombes.
Après la guerre, en 1920, la Press Association, l'Association de la presse, mis en place un réseau d'informations en utilisant plusieurs centaines de téléscripteurs Creed pour desservir pratiquement tous les journaux du Royaume-Uni, et pendant de nombreuses années il a été le plus grand réseau privé de téléscripteurs au Monde. D'autres entreprises ont emboîté le pas en Australie, Danemark, Inde, Afrique du Sud et Suède.
En 1924, Creed est entré sur le marché grâce au téléscripteur 1P, qui fut bientôt remplacé par le 2P, nouveau modèle amélioré. En 1925, Creed acquit les brevets du Code Donald Murray, un Code Baudot rationalisé qui a été utilisé pour les téléscripteurs nouvelle génération de 1927. Cette machine pouvait recevoir des messages directement imprimés sur bande de papier gommé à un taux de 65 mots par minute et a été le premier téléscripteur à entrer dans la production industrielle.
En juillet 1928 Creed & Company devint une filiale de la IT & T, et Creed prit sa retraite en 1930, reportant son attention sur d'autres projets qui eurent moins de succès, parmi lesquels un bateau à double coques Seadrome et un bateau insubmersible.
Il mourut à son domicile de Croydon en 1957, à l'âge de 86 ans, sans avoir pu voir la réalisation de son remarquable bateau catamaran. Pendant six mille ans les navigateurs du monde entier ont utilisé la coque unique – si l'on excepte les pirogues à balancier des iles polynésiennes – Creed a inventé un bateau à double coques — possédant chacune son moteur — qui a la meilleure tenue en grosse mer au Monde, chaque marin qui a navigué un jour sur le Frédérick Creed ou le Kilo Moana – pour ne citer que les plus célèbres – ne rêve qu'à une chose y revenir.

## Mémorial
Une plaque commémorative est apposée sur la façade de la maison où il vécut et mourut au  20 Outram Road à Addiscombe, East Croydon.146